# Eysturtindur

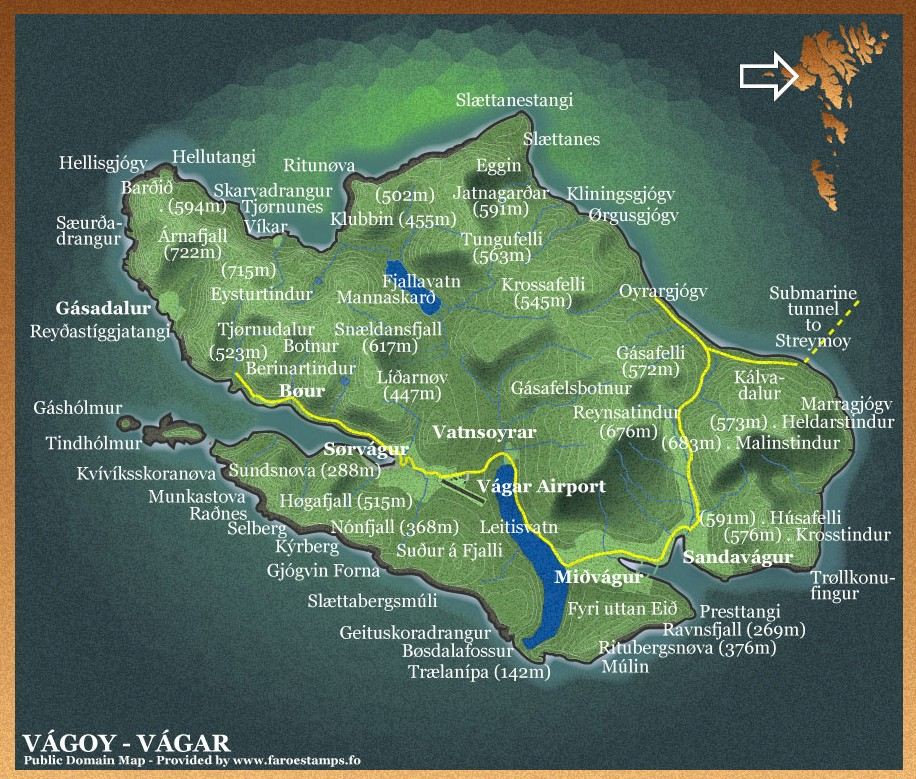
Ilha de Vágar, mapas do locais e alturas.

Eysturtindur é a segunda montanha mais alta da ilha de Vágar, nas Ilhas Faroé, Dinamarca, com 715 metros.